# Choe Wi-hyon
Choe Wi-hyon, född 15 maj 2008, är en nordkoreansk simhoppare.

## Karriär
Vid VM 2025 i Singapore tog Choe silver i mixat parhopp från 10-metersplattformen tillsammans med Jo Jin-mi.